# Pueblo West
Pueblo West – jednostka osadnicza w Stanach Zjednoczonych, w stanie Kolorado, w hrabstwie Pueblo.